# Service fédéral russe d'hydrométéorologie et de surveillance environnementale
Le Service fédéral russe d'hydrométéorologie et de surveillance environnementale (Roshydromet) (en russe : Федеральная служба по гидрометеорологии и мониторингу окружающей среды России (Росгидромет)) est, sous la direction du ministère des ressources naturelles et de l'environnement de la fédération de Russie, l'agence chargée de le gestion et la prestation de services publics dans le domaine de l'hydrométéorologie et des domaines connexes dont la surveillance de la pollution de l'environnement, des travaux de modification des processus météorologiques et autres processus géophysiques. C'est l'équivalent de la NOAA aux États-Unis.

## Mission
La mission de Roshydromet est d'assurer la sécurité hydrométéorologique de la fédération de Russie et la fourniture de services publics dans le domaine de l'hydrométéorologie, des domaines connexes et de la surveillance de la pollution de l'environnement et vise à atteindre les objectifs nationaux suivants :
- l'amélioration de la qualité de vie de la population ;
- assurer des taux élevés de croissance économique durable;
- renforcement des capacités pour le développement futur;
- élever le niveau de sécurité nationale.

## Histoire
La date de création du Service hydrométéorologique de Russie est considérée comme le 13 avril 1834 lorsque l'Observatoire météorologique magnétique normal a été créé à l'Institut des mines par décret de l'empereur Nicolas Ier à Saint-Pétersbourg. Sa création a été la première étape vers la création d'un réseau régulier d'observations géophysiques en Russie.
L'académicien Adolph Theodor Kupffer a été nommé premier chef du service hydrométéorologique. À son initiative, en 1849, l'Observatoire physique principal (GFO, maintenant l'Observatoire géophysique principal) a été créé pour « la production d'observations physiques et de tests sous une forme étendue et généralement pour l'étude de la Russie en termes physiques ». Jusqu'à la formation du Comité hydrométéorologique au Conseil des commissaires du peuple de l'URSS en 1929, le GFO a servi de service hydrométéorologique de la Russie et d'organiser un réseau de stations météorologiques à travers le pays. En 1856, 13 stations météorologiques fonctionnaient en Russie, et en 1872 leur nombre doubla. Par la suite, le nombre de stations a augmenté régulièrement et, en 1914, il a dépassé les 3 000.
Au XIXe siècle, des réseaux météorologiques départementaux sont créés dans l'Empire russe (stations du ministère de la Marine, du ministère des Forêts et du ministère de l'Agriculture, un réseau pluviométrique du ministère des Chemins de fer, un réseau de la Société des naturalistes de l'Oural, de Kharkov et d'Odessa). En outre, il y a  un réseau de la Société scientifique finlandaise (22 stations), un réseau de la Société économique de Livonie (183 stations, y compris des pluviomètres), un réseau de la Société de Varsovie pour la promotion de l'industrie et du commerce (32 stations ), ouest (115 points pluviométriques), est, Dniepr, réseau sud-ouest.
En 1884, l'académicien M. A. Rykatchev (ru) a préparé un projet de programme pour l'organisation des observations météorologiques qui prévoyait la création d'une formation unique et d'instruments homologués qu'il réalisera comme directeur le GFO de 1895 à 1913. En 1913, sur proposition de Rykatchev, le Conseil d'État a préparé une loi concernant le service hydrométéorologique qui a permis d'augmenter considérablement son financement et ses capacités. La loi prévoyait la création de 150 stations permanentes et 50 nouvelles stations de soutien. La mise en œuvre de la loi a permis de renforcer considérablement la position du GFO en tant qu'institution météorologique centrale de la Russie. En même temps, en vertu de cette loi, le service d'hydrométéorologie était économiquement séparé de l'Académie des sciences de Russie et était subordonné au ministère de l'Éducation.
Au cours de la Première Guerre mondiale, la Direction militaire principale a été créée, à partir de laquelle sont issus le Service hydrométéorologique des forces armées du pays, les services hydrométéorologiques des différentes branches des forces armées. La guerre civile russe a causé de grands dommages au réseau d'observation : 1 072 stations dans la partie européenne de la Russie et 461 stations en Sibérie ont cessé leurs activités. Ainsi en 1918, le GFO n'a reçu des rapports que de seulement 17 stations dans le pays et pas un seul rapport de l'étranger.
Le 21 juin 1921, avant même la fin de la guerre civile russe qui a suivi la Première Guerre mondiale, le Conseil des commissaires du peuple de la RSFSR adopte le « Décret portant organisation du service météorologique de la RSFSR », signé par Lénine. Ce décret a non seulement légitimé les activités du GPO en tant que centre météorologique en Russie, mais a également fourni de nombreuses opportunités pour le développement ultérieur de la recherche météorologique. Le 7 août 1929, d'une résolution sur la création du Service hydrométéorologique unifié de l'URSS réunissant tous les services des différentes républiques fut émise.
Le 9 février 1932, les comités hydrométéorologiques de l'URSS et de la RSFSR fusionnent. Le 23 février 1933, le Comité exécutif central et le Conseil des commissaires du peuple de l'URSS ont adopté une résolution sur l'organisation de l'Administration centrale du Service hydrométéorologique unifié de l'URSS (TSUEGMS) au Commissariat du peuple à l'agriculture de l'URSS. En 1941, le Service hydrométéorologique du pays comprenait les administrations républicaines et territoriales, cinq grands instituts centraux de recherche (GGO, TsIP, GGI, District administratif central, GOIN), deux établissements d'enseignement supérieur (Instituts hydrométéorologiques de Moscou et de Kharkov), trois écoles techniques (à Moscou, Vladivostok et Rostov-sur-le-Don).
Avec le déclenchement de la Seconde Guerre mondiale, le service hydrométéorologique du pays a été transféré à l'Armée rouge, effectuant des travaux non seulement pour les besoins militaires, mais également pour toutes ses fonctions antérieures. Le service était dirigé par le célèbre explorateur polaire et scientifique E. K. Fedorov. Après la fin du conflit, le service est revenu à ses fonctions directes, le Service Hydrométéorologique des Forces Armées prenant le rôle militaire. Le réseau de stations en territoire occupé ayant été détruit et il dut être rétabli.
Le service hydrométéorologique a été chargé par la suite de la mise en œuvre d'un certain nombre de nouvelles tâches importantes : la création de services de surveillance de la pollution de l'air et des masses d'eau, les influences actives sur les processus et phénomènes hydrométéorologiques et géophysiques. Les méthodes de recherche par satellite ont été considérablement développées dans le domaine de la météorologie, de l'hydrologie, de l'océanologie et de l'étude des ressources naturelles. La coordination de ces études est assurée par l'ONG Planeta, créée à cet effet. L'introduction de la technologie informatique, des méthodes numériques d'analyse et de prévision météorologique, des systèmes automatisés de collecte, de traitement, de présentation et de diffusion de l'information a radicalement transformé les processus technologiques développés et utilisés dans le service.
En 1978, le service devient le Comité d'État pour l'hydrométéorologie et le contrôle de l'environnement de l'URSS (Goskomgidromet de l'URSS). Avec l'effondrement de l'URSS, le fonctionnement du Service hydrométéorologique unifié du pays a été séparé en divers services hydrométéorologiques des pays de la CEI qui ont conservé l'interconnexion et la coordination de leurs activités. Le Service hydrométéorologique de Russie a été recréé dans le cadre du ministère de l'Écologie de la Russie. En 2004, le service devient le Service fédéral russe d'hydrométéorologie et de surveillance environnementale.

## Organisation
Roshydromet fonctionne comme un service fédéral indépendant d'hydrométéorologie et de surveillance de l'environnement (Roshydromet). Il comprend actuellement 7 organismes territoriaux, 25 départements territoriaux d'hydrométéorologie et de surveillance environnementale (UGMS), tous les UGMS ont des centres régionaux d'hydrométéorologie et de surveillance environnementale (TsGMS) situés dans les centres des régions de la fédération de Russie (régions, territoires, républiques).
Il compte également 17 instituts de recherche, dont deux ont le statut de Centre scientifique d'État (Centre hydrométéorologique de Russie et Institut de l'Arctique et de l'Antarctique). Le service dispose d'un institut de formation avancée situé dans le district urbain de Jeleznodorojny de la ville de Balachikha.